# Crinum fimbriatulum
Crinum fimbriatulum är en amaryllisväxtart som beskrevs av John Gilbert Baker. Crinum fimbriatulum ingår i släktet Crinum, och familjen amaryllisväxter. Inga underarter finns listade i Catalogue of Life.